# Vavrinec (powiat Vranov nad Topľou)
Vavrinec – wieś (obec) na Słowacji położona w kraju preszowskim, w powiecie Vranov nad Topľou. Pierwsze wzmianki o miejscowości pochodzą z 1363 roku.
Według danych z dnia 31 grudnia 2012 roku, wieś zamieszkiwało 59 osób, w tym 26 kobiet i 33 mężczyzn.
W 2001 roku pod względem narodowości i przynależności etnicznej miejscowość zamieszkiwali wyłącznie Słowacy.
Ze względu na wyznawaną religię struktura mieszkańców kształtowała się w 2001 roku następująco:
- Katolicy rzymscy – 1,47%
- Grekokatolicy – 97,06%
- Ewangelicy – 1,47%